# Инспектор Гаджет (мультсериал, 1983)
«Инспектор Гаджет» (англ. Inspector Gadget) — комедийно-супергеройский мультсериал компании DIC, вышедший в 1983 году. Также мультсериал показывали по Fox Kids. Пилотная серия была показана в 1982 году.

## Сюжет
Действие разворачивается в разных местах, но каждая серия начинается в городе Метро-Сити. Инспектор полиции Гаджет борется с организацией ПСИХ, руководитель которой — злой учёный Доктор Кло (Доктор Клешня) — хочет завладеть миром. Каждое задание Гаджету даёт его шеф Куимби, вручая Гаджету самоуничтожающуюся записку. Гаджету всегда помогают его любимая и изобретательная племянница Пенни и верный пёс Брейн.

## Персонажи

### Главные герои
- Инспектор Гаджет (Джон Браун) (англ. Inspector Gadget) — главный персонаж сериала, инспектор полиции. Киборг, в которого встроены 15000 устройств для антикриминальной деятельности. Несмотря на профессию, чрезвычайно глуп и пафосен. Часто принимает агентов доктора Кло за своих друзей в то время, как переодевшийся Брейн кажется ему очередным злоумышленником. Видя что-то необычное, говорит «Wowsers!» (варианты перевода: «сюрприз!», «батюшки!», «ух ты!»). Всегда ходит в сером плаще, серой шляпе, коричневых перчатках, белой рубашке с синим галстуком и синих брюках. Постоянно думает, что справляется со своими обязанностями, хотя всю работу за него делает его племянница. Озвучивает Дон Адамс, в русском дубляже — Александр Хотченков и Владимир Маслаков («Невафильм»). В пилотной серии озвучивал Виталий Ованесов.
- Пенни (англ. Penny) — любимая племянница Гаджета, которую он опекает. Она очень любит своего дядю и всегда ему помогает. Именно она всегда разрушает планы доктора Кло, самостоятельно выходя на след преступников с помощью книги-компьютера, о чём никто даже не подозревает. Всегда ходит в зелёных штанах и красной футболке с белой полосой. На руке носит часы со встроенным коммуникатором, с помощью которых связывается с Брейном. Озвучивают Мона Маршалл, Кри Саммер, Холли Бергер, в русском дубляже — Элеонора Прохницкая и Александра Кожевникова («Невафильм»).
- Брейн (англ. Brain) — преданный пёс Гаджета, почти всегда ходящий на задних лапах (но не говорящий). В его ошейник встроен передатчик, с помощью которого с ним связывается Пенни. Всегда следит за Гаджетом, который часто принимает его за злоумышленника, и спасает его из неприятностей, хотя ему это уже явно надоело. В спин-оффе «Гаджет и Гаджетины» (события которого теперь не являются каноном) выясняется, что он ушёл от Гаджета (которого начал безумно бояться) и стал рыбаком. В первых сериях дублировал Владимир Радченко, позднее — Никита Прозоровский.
- Доктор Джордж Коготь (Доктор Кло) (англ. Dr. George Talon) — главный злодей сериала, лицо которого в основном не показывается (игрушка-фигурка изображает его уродливым стариком), но видна его железная рука, как у Железного человека. Директор организации ПСИХ (MAD). Ненавидит Гаджета, одержим желанием захватить мир. Имеет ручного кота по кличке «Бешеный», которого постоянно гладит. Всегда носит стальные перчатки, на правой руке имеет шипованный браслет. Доктор Кло — один из типичных «преступных фанатиков», которого рано или поздно настигнет возмездие. Озвучивает Фрэнк Уэлкер, в русском дубляже — Владимир Радченко и Вадим Гущин («Невафильм»). В пилотной серии озвучивал Виталий Ованесов.
- Шеф Куимби (англ. Chief Quimby) — глава полиции Метро-Сити, начальник Гаджета. Выдавая ему задания, обычно под кого-нибудь маскируется. Гаджет постоянно по глупости кидает в него самоуничтожающиеся записки, из-за чего шефу постоянно достаётся. И тем не менее он считает Гаджета своим лучшим работником и постоянно его хвалит. В первых сериях озвучивал Борис Шувалов, позднее — Никита Прозоровский и Вадим Гущин («Невафильм»). В пилотной серии озвучивал Виталий Ованесов.

## Спин-оффы и сиквелы
- «Инспектор Гаджет спасает Рождество» — полнометражный мультфильм 1992 года.
- «Инспектор Гаджет» — кинофильм с Мэттью Бродериком, рассказывающий о становлении Гаджета и Доктора Кло. Гаджет получил имя Джон Браун, а Доктор Кло (левая рука которого стала механической клешнёй) — Сенфорд Сколекс. В фильме Гаджет показан как хоть и неуклюжий, но отважный и профессиональный сыщик.
- «Гаджет и Гаджетины» — второй мультсериал о Гаджете, в котором его повышают до звания лейтенанта и переводят в уголовно-военную полицию. Брейна заменяют Фиджет и Диджит — маленькие роботы, созданные Пенни наподобие Гаджета. Вместо шефа Куимби Гаджету даёт задания полковник Ноззер. Произведён в Канаде.
- «Последнее дело Инспектора Гаджета» — полнометражный мультфильм, связывающий оба мультсериала. Герои срисованы со второго сериала.
- «Инспектор Гаджет 2» — сиквел кинофильма с Френчем Стюартом, выпущенный сразу на видеоносителях.
- «Большая удача Инспектора Гаджета» — компьютерный полнометражный мультфильм, выпущенный в 2005 году.
- «Инспектор Гаджет» — новый мультсериал, вышедший в 2015 году. Является продолжением основного мультсериала (что отражено в схожей заставке) и не имеет связи с предшественником. В отличие от предыдущих сериалов, является компьютерным.

## Другие появления и упоминания
- Гаджет имеет камео в мультсериалах «Хитклифф» и «Диплодоки», кроме того, в мультсериале «Диплодоки» можно видеть будильник с изображением пса Брейна.
- В сериале «Гавайи 5.0» в третьей серии второго сезона один из героев (Маси Ока) приходит в схожих пальто и шляпе, на что капитан Стив МакГаррет спрашивает «Почему ты одет как Инспектор Гаджет?».